# Valcalepio
Valcalepio ist ein Weinbaugebiet für Rot- und Weißweine in der italienischen Region Lombardei. Der Name bedeutet „Tal des Calepio“ (hier hatte einst die bergamasker Familie Calepio umfangreiche Besitztümer, die sie von Castelli Calepio aus verwalteten) und bezeichnet ein Gebiet im Alpenvorland zwischen dem Lago di Como und dem Iseosee. Das Gebiet hat seit 3. August 1976 den Status einer Denominazione di origine controllata (kurz DOC), die am 7. März 2014 aktualisiert wurde.
- Der trockene Weißwein Valcalepio Bianco wird aus Pinot Bianco und/oder Chardonnay (55–80 %), sowie Pinot Grigio (20–45 %) gekeltert.
- Der süße Valcalepio Moscato Passito wird sortenrein aus teilweise rosinierten Trauben der Sorte Moscato di Scanzo gewonnen und hat einen Alkohol-Gehalt von 17 Volumenprozent. Dieser Wein reift mindestens 18 Monate im Fass.
- Der trockene Rotwein Valcalepio Rosso wird aus Merlot (40–75 %) und Cabernet Sauvignon (25–60 %) gekeltert. Mit einer Alterung von drei Jahren und einem Alkoholgehalt von mindestens 12,5 Vol.-% darf er sich „Riserva“ nennen. Einfacher Rotwein altert mindestens 12 Monate im Fass.[1]

Die Zone umfasst folgende Gemeinden in der Provinz Bergamo: Villongo, Credaro, Gandosso, Cenate Sotto, Carobbio degli Angeli, San Paolo d’Argon, Torre de’ Roveri, Villa di Serio, Ranica, Predore, Sarnico, Viadanica, Adrara San Martino, Adrara San Rocco, Foresto Sparso, Castelli Calepio, Grumello del Monte, Telgate, Bolgare, Chiuduno, Gorlago, Zandobbio, Trescore Balneario, Luzzana, Cenate Sopra, Costa di Mezzate, Montello, Bagnatica, Brusaporto, Seriate, Albano Sant’Alessandro, Scanzorosciate, Nembro, Alzano Lombardo, Torre Boldone, Bergamo, Ponteranica, Sorisole, Almenno San Salvatore, Almenno San Bartolomeo, Villa d’Almè, Paladina, Valbrembo, Mozzo, Curno, Palazzago, Pontida, Barzana, Mapello, Villa d’Adda, Carvico und Sotto il Monte Giovanni XXIII.
Das Rebflächen des Weinbaugebiets Moscato di Scanzo liegen im Gebiet Valcalepio eingebettet und haben den Status einer DOCG.